# Shangmei
Shangmei (kinesiska: 上梅) är en häradshuvudort i Kina. Den ligger i provinsen Hunan, i den södra delen av landet, omkring 170 kilometer väster om provinshuvudstaden Changsha.
Runt Shangmei är det tätbefolkat, med 709 invånare per kvadratkilometer. Närmaste större samhälle är Lengshuijiang, 14,5 km öster om Shangmei. Trakten runt Shangmei består till största delen av jordbruksmark.
Genomsnittlig årsnederbörd är 1 658 millimeter. Den regnigaste månaden är maj, med i genomsnitt 257 mm nederbörd, och den torraste är december, med 55 mm nederbörd.